# Mauricio Martínez (futbolista venezolano)
Mauricio Aziz Martínez Moncada (Venezuela,  13 de junio de 1999) es un futbolista venezolano que juega como portero y su actual equipo es el Monagas SC de la Primera División de Venezuela.

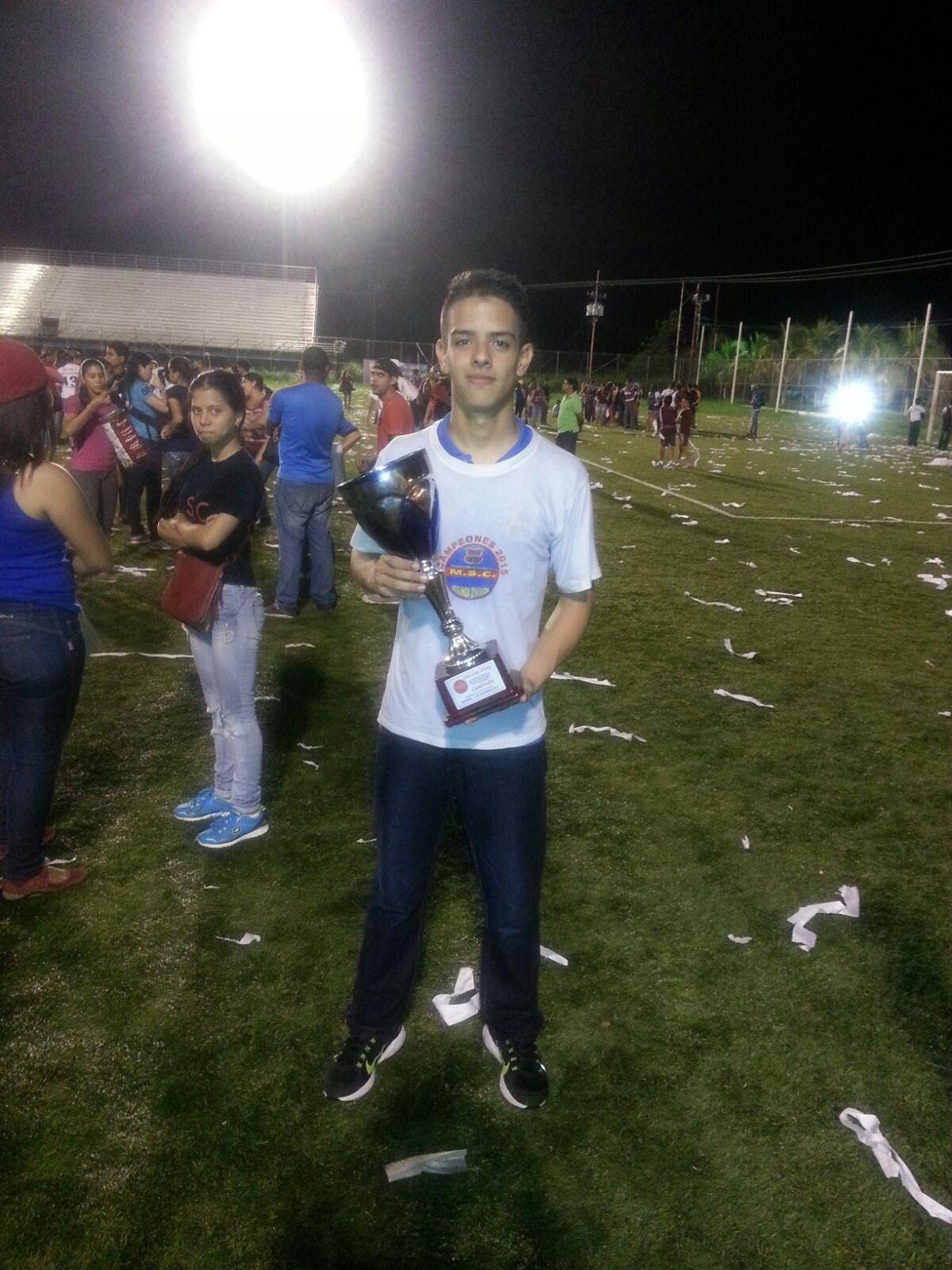

## Clubes
| Club                               | País                | Año                       |
| ---------------------------------- | ------------------- | ------------------------- |
| Club Ferro Carril Oeste Monagas SC | Argentina Venezuela | 2014-2015 2015-Actualidad |

## Monagas Sport Club
Comenzó su carrera como futbolista con el Monagas Sport Club. Para el Torneo Apertura del 2016, su participación fue muy poco concurrente. Para el Torneo Apertura de 2017 del fútbol venezolano, no ha participó, ni fue convocado. Ya en el Torneo Clausura del mismo año, empieza a entrenar con el Monagas y es convocado para enfrentar al Caracas FC, el 15 de julio. Para agosto del año en curso, es convocados por el Monagas Sport Club "B", para trabajar en el torneo de tercera división.

## Palmarés

### Campeonatos nacionales
| Título           | Club                | País      | Año  |
| ---------------- | ------------------- | --------- | ---- |
| Copa Venezuela   | Deportivo La Guaira | Venezuela | 2014 |
| Copa Venezuela   | Deportivo La Guaira | Venezuela | 2015 |
| Torneo Apertura  | Monagas             | Venezuela | 2017 |
| Primera División | Monagas             | Venezuela | 2017 |